# Norcross (Geòrgia)
Norcross és una població dels Estats Units a l'estat de Geòrgia. Segons el cens del 2009 tenia 10.946 habitants.

## Demografia
Segons el cens del 2000, Norcross tenia 8.410 habitants, 2.644 habitatges, i 1.768 famílies. La densitat de població era de 792 habitants/km².
Dels 2.644 habitatges en un 33,6% hi vivien nens de menys de 18 anys, en un 45,3% hi vivien parelles casades, en un 13,2% dones solteres, i en un 33,1% no eren unitats familiars. En el 22,2% dels habitatges hi vivien persones soles el 4,7% de les quals corresponia a persones de 65 anys o més que vivien soles. El nombre mitjà de persones vivint en cada habitatge era de 3,04 i el nombre mitjà de persones que vivien en cada família era de 3,35.
Per edats la població es repartia de la següent manera: un 22,7% tenia menys de 18 anys, un 14,8% entre 18 i 24, un 40,9% entre 25 i 44, un 15,5% de 45 a 60 i un 6,1% 65 anys o més.
L'edat mediana era de 30 anys. Per cada 100 dones de 18 o més anys hi havia 134,8 homes.
La renda mediana per habitatge era de 44.728 $ i la renda mediana per família de 42.893 $. Els homes tenien una renda mediana de 26.485 $ mentre que les dones 27.347 $. La renda per capita de la població era de 18.573 $. Entorn de l'11,8% de les famílies i el 17,9% de la població estaven per davall del llindar de pobresa.

## Poblacions més properes
El següent diagrama mostra les poblacions més properes.